# Tratados de Roma (1941)
Los Tratados de Roma de mayo de 1941 se firmaron entre la Italia fascista de Mussolini y el recién creado Estado Independiente de Croacia de Ante Pavelić y sirvieron para delimitar la frontera entre las dos naciones.

## Antecedentes

Fronteras del Estado Independiente de Croacia y regiones anexionadas por Italia en virtud de los acuerdos de mayo de 1941.

Durante la invasión de Yugoslavia, alemanes e italianos habían tratado de minar la resistencia yugoslava azuzando las diferencias nacionalistas en el país. En Croacia, los alemanes habían tratado de recabar sin éxito el apoyo del principal dirigente del mayor partido de la región, Vladko Maček, líder del Partido Campesino Croata. Ante la negativa de este a prestarse a encabezar un Gobierno títere favorable al Eje, Hitler aprobó colocar en su lugar al exiliado Ante Pavelić, que días antes de ser trasladado a Croacia con ayuda italiana apenas contaba con doscientos treinta partidarios concentrados en Pistoia. La proclamación de la independencia croata la llevó a cabo el lugarteniente de Pavelić en Zagreb el 10 de abril de 1941, poco después de que las autoridades yugoslavas evacuaran la ciudad y los alemanes entrasen en ella.

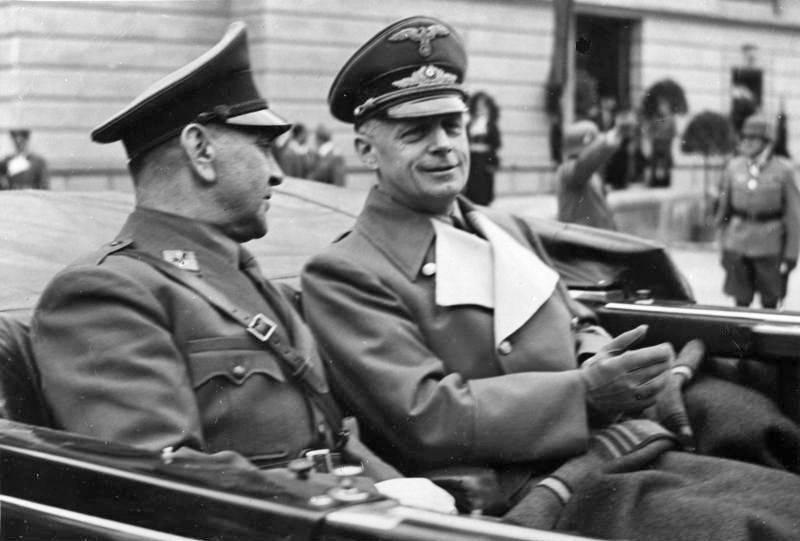
Ante Pavelić, el poglavnik («caudillo») croata, junto al ministro de Asuntos Exteriores alemán Joachim von Ribbentrop, que apoyó a este en sus negociaciones con los italianos para limitar la influencia italiana en el nuevo país.

Los italianos, con ambiciones territoriales en la costa dálmata, apoyaron en un principio la entrega del poder aparente a Pavelić a cambio de la aquiescencia de este a la cesión de Dalmacia a Italia. Pavelić no sólo se mostró dispuesto, sino que propuso una unión dinástica entre los dos países, con el objetivo de mejorar las relaciones italo-croatas.
El respaldo alemán a Pavelić pareció un triunfo de la diplomacia de Mussolini, pero ya desde el comienzo los ustacha de Pavelić se mostraron hostiles a sus antiguos protectores y a sus deseos de anexión en el Adriático. Los alemanes fomentaron el descontento croata por las exigencias territoriales italianas.
El 21 de abril de 1941, tras haber retrasado el anuncio de la cesión de Dalmacia, el ministro de Asuntos Exteriores alemán, Ribbentrop, mostró su apoyo a la inclusión de Bosnia-Hercegovina en el nuevo Estado croata y «porciones considerables» de Dalmacia. Las posteriores negociaciones, en las que el Gobierno de Pavelić solicitó continuamente el respaldo alemán para contrarrestar las ambiciones italianas, incluyeron la petición croata de conservar en su territorio toda Dalmacia, Split (del italiano: Spalato), Dubrovnik (del italiano: Ragusa) y varias islas del Adriático.

## Acuerdo
Tras largas negociaciones, Italia logró hacerse con gran parte de Dalmacia (salvo Dubrovnik), anexionándose doscientos ochenta mil croatas, noventa mil serbios y cinco mil italianos. El acuerdo se firmó en Roma el 18 de mayo de 1941.

## Consecuencias
Aunque aparentemente los acuerdos sellaron el fin de las disputas entre el Gobierno italiano y el croata, no acabaron con la cuestión territorial entre ambos. Las relaciones bilaterales continuaron siendo malas y empeoraron también las relaciones germano-italianas, debido al apoyo alemán a la postura de Pavelić por el interés germano en minar el poder italiano en la zona y hacerse con las materias primas del nuevo país. El nuevo Estado croata perdió la parte más valiosa de la costa del Adriático, que pasó a estar controlada por el 2.º Ejército italiano.
Mientras los italianos trataban sin éxito de imponer una unión monetaria y aduanera, rechazada por Zagreb, Pavelić impuso un bloqueo de hecho a Split y atizó a los nacionalistas croatas en la zona asignada finalmente a Italia. La cesión de gran parte de Dalmacia avivó el movimiento partisano en la región en detrimento del ustacha, en la que se presentó como un movimiento de liberación de la región de la ocupación italiana.
Tras la rendición italiana en el otoño de 1943, Pavelić se anexionó oficialmente los territorios cedidos por los tratados de 1941, pero en la práctica quedaron bajo control alemán.